# Зосима (митрополит Московски)
Митрополит Зосима Московски (умро после 1510. године, манастир Спасо-Камени) - митрополит московски и све Русије (1490-1494).

## Биографија
Од 1485. - архимандрит Московског манастира Симонов.
Уздигнут је на трон Московску митрополита 26. септембра 1490. године, после смрти митрополита Геронтија, вољом великог кнеза, од стране сабора руских епископа. Пре тога, од 1485. године, био је архимандрит манастира Симонов у Москви.
Био је у блиским односима са царем Иваном III, кретао се међу људима као што су чиновник Фјодор Курицин, свештеник Алексеј, Дионисије  и говорио је против погубљења јеретика.
Монах Јосиф Волотски извештава у Просветитељу о гласинама оптужујући Зосима за содомију и богохуљење, за ругање крстовима и иконама и за порицање загробног живота. На основу ових „гласина“ које је забележио Јосиф Волоцки, Зосимин непријатељ, утврђено је мишљење да је Зосима био јеретик и да се само претварао да је православан у интересу јудаиста, ради погоднијег ширења јереси.
Списак „богом обележених“ књига које је саставио Зосима, као и учење скромног Зосиме целом православном хришћанству написано на основу саборне пресуде, директно уперене против јеретика, ћутање летописа о овом питању, примедба самог Јосифа Волоцког, који није крио да нису сви говорили против Зосиме – све је то омогућило професору Павлову да одбаци општеприхваћено мишљење о јереси Зосиме.
Године 1492. (што одговара 7000 „од стварања света”) Зосима је саставио Пасхалију за „осму хиљаду година”. У предговору свом „Изложењу Пасхала“ формулисао је основе концепта „Москва је трећи Рим“, али пуна формула ове идеје садржана је само у порукама старца Филотеја.
1494. „због слабости“ или, по летописима, због тога што је „претерано био пијан и није марио за Цркву Божију“, а по изразу других летописа, „за неке камен спотицања“, Зосима је напустио митрополију и настанио се прво у Симоновском, а потом у Тројице-Сергијевом манастиру, где се 1496. „причестио божанским тајнама у орлетима, у свим свештеничким обредима“, тј. није одузето.
Макарије (Булгаков) је изнео верзију снисходљивости у односу на Зосиму, јер „није суђен на Сабору, није осуђен и кажњен као јеретик“. Булгаков такође пише: „Зосима је био најнедостојнији од свих руских првосвештеника и једини међу њима не само јеретик, већ и отпадник“.
Е. Е. Голубински пише да „Зосима уопште није био човек светитељског приватног живота: био је одан пијанству и содомизму“.
У Синодикону с почетка 17. века, прочитаном у недељу Тријумфа Православља, име Зосиме је на првом месту међу 43 анатемисана јеретика јудаизма.